# 国道183号

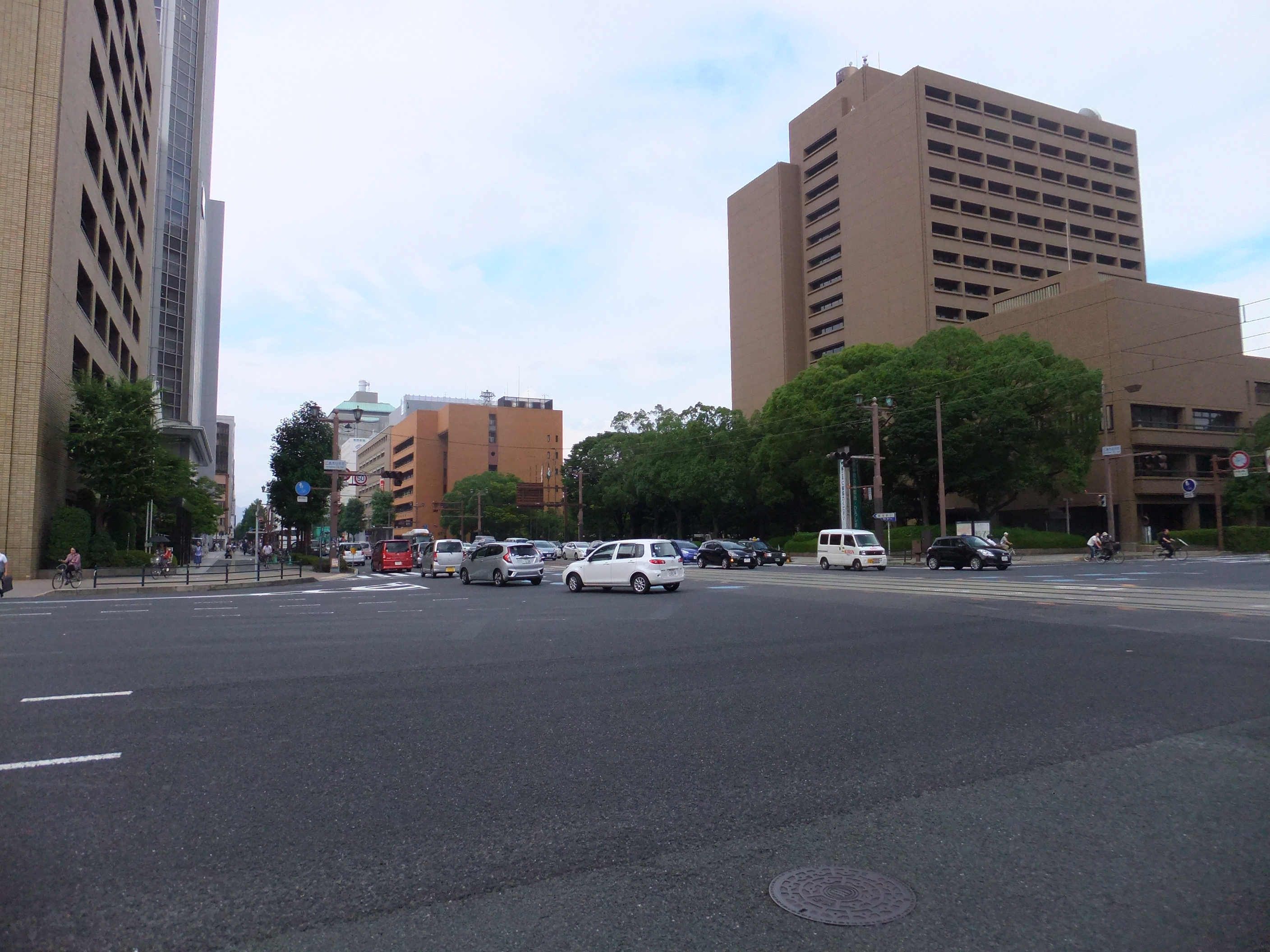
起点の広島市役所前交差点

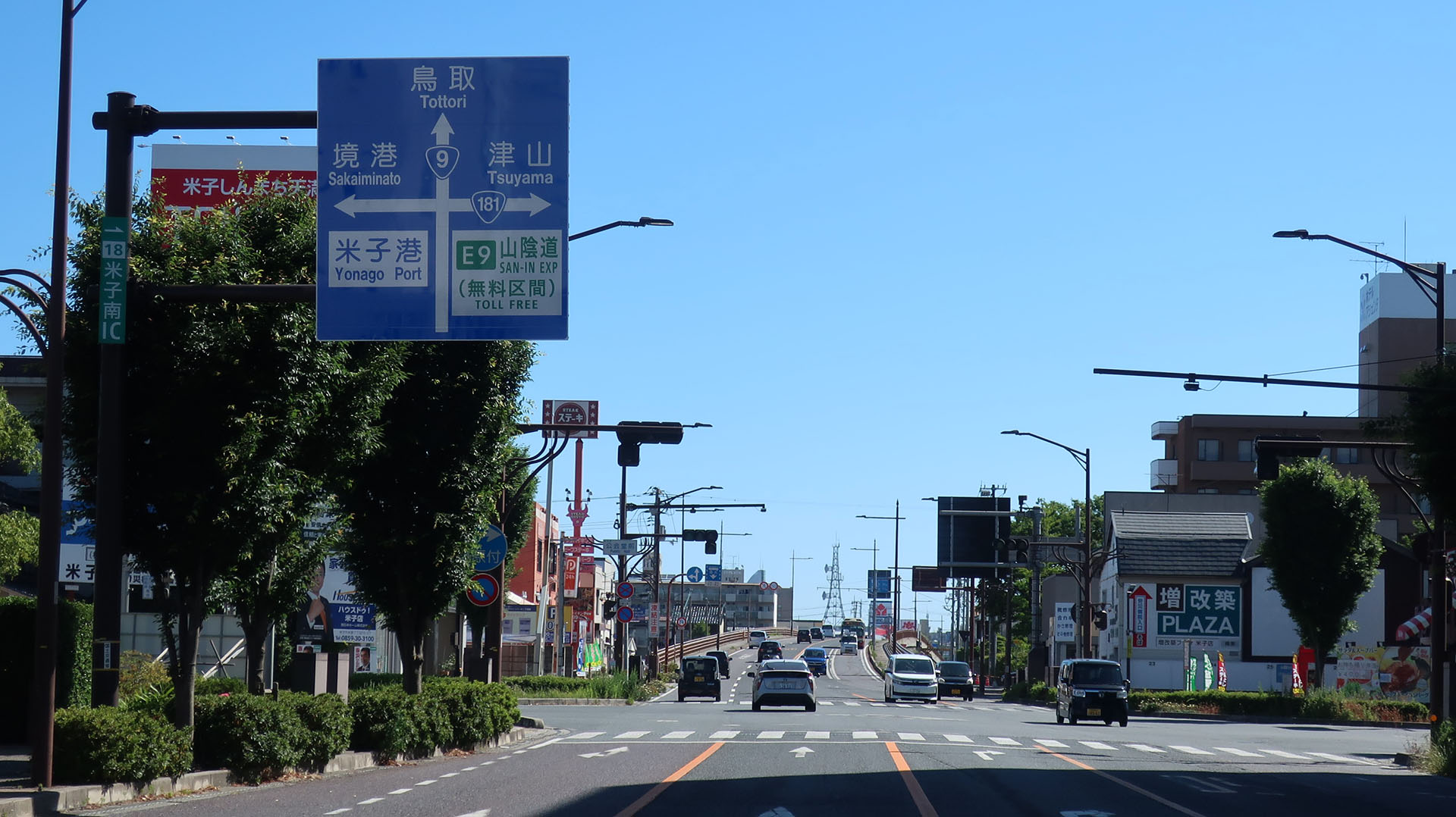
国道181号、国道183号 終点
鳥取県米子市 公会堂前交差点

国道183号（こくどう183ごう）は、広島県広島市から鳥取県米子市に至る一般国道である。

## 概要

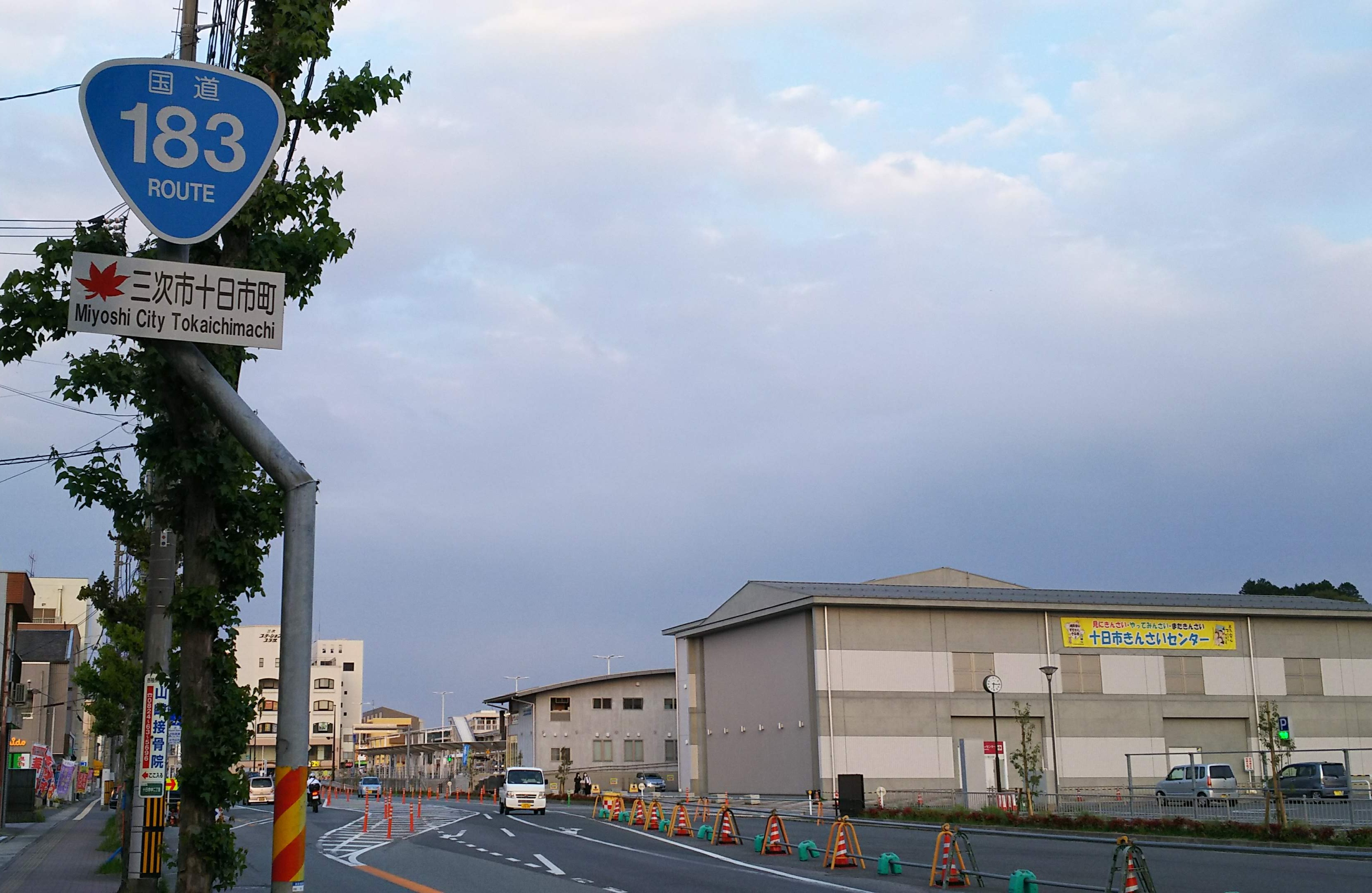
広島県三次市十日市町付近
（2022年4月撮影）

広島市と米子市を直結する国道であるが、半分以上の区間が国道54号・国道180号・国道181号をはじめとする他路線との重複区間であり、単独区間としては実質的には広島市内の国道54号の祇園新道・可部バイパスの旧道（可部街道）から広島県三次市を経て鳥取県日野郡日野町を結ぶ路線となっている。
三次市から庄原市までは中国自動車道に沿うように走行する。庄原市から広島・鳥取県境の鍵掛峠（かっかけとうげ）を経て日野郡江府町に至るルートは中国自動車道庄原ICと米子自動車道江府ICを大きくショートカットする形となっており、松江自動車道開通までは、広島 - 米子線のメリーバード号が庄原以北で国道183号経由のルートを利用していた。この区間では地域高規格道路である江府三次道路が本路線のバイパスとして整備が行われている。

### 路線データ
一般国道の路線を指定する政令に基づく起終点および重要な経過地は次のとおり。
- 起点：広島市（中区、市役所前交差点 = 国道2号交点、国道54号・国道261号起点、国道191号・広島県道243号広島港線終点）
- 終点：米子市（公会堂前交差点 = 国道9号交点、国道181号・国道482号終点）
- 重要な経過地：三次市、庄原市、広島県比婆郡西城町[注釈 2]、鳥取県日野郡日野町、同郡江府町、同郡溝口町[注釈 3]
- 総延長 : 141.2 km（鳥取県 69.1 km、広島県 55.5 km、広島市 16.6 km）重用延長を含む[2][注釈 4]
- 重用延長 : 46.0 km（鳥取県 45.9 km、広島県 0.0 km、広島市 0.1 km）[2][注釈 4]
- 未供用延長 : なし[2][注釈 4]
- 実延長 : 95.2 km（鳥取県 23.2 km、広島県 55.5 km、広島県 16.5 km）[2][注釈 4]
  - 現道 : 95.2 km（鳥取県 23.2 km、広島県 55.5 km、広島市 16.5 km）[2][注釈 4]
  - 旧道 : なし[2][注釈 4]
  - 新道 : なし[2][注釈 4]
- 指定区間：国道54号と重複する区間（広島県広島市中区・市役所前交差点（起点） - 紙屋町交差点、広島市安佐南区・緑井1丁目交差点 - 広島市安佐北区・中島交差点、広島市安佐北区・下浜ヶ谷交差点 - 三次市・粟屋交差点）[3]

## 歴史
- 1953年（昭和28年）5月18日 - 二級国道183号広島米子線（広島市 - 米子市）として指定施行[4]。
- 1965年（昭和40年）4月1日 - 道路法改正により一級・二級区分が廃止されて一般国道183号として指定施行[1]。
- 2008年（平成20年）4月1日 - 国道54号（旧道）のうち、広島市中区の広島市民球場南交差点（現：広島中郵便局南西交差点）から同市安佐南区の中須2丁目交差点までの延長8.552 kmの管理が国土交通省から広島市に移管されたことに伴い、国道54号・国道191号を祇園新道経由、国道183号・国道261号を旧道経由に変更。なお、中区紙屋町交差点 - 広島市民球場南交差点（現：広島中郵便局南西交差点）および安佐南区中須2丁目交差点 - 緑井1丁目交差点は国道54号別線となる[5][6]。
- 2016年（平成28年）4月1日 - 国道54号の可部バイパスの旧道（延長7.9 km）の管理が国土交通省から広島市に移管され、国道183号が旧道経由のみとなる[7]。
- 2021年（令和3年）9月24日 - 広島県告示第880号により、高道路開通に伴い旧道となっていた部分が、国道の指定から外れ、広島県道232号高停車場線・庄原市道となった[8]。

## 路線状況

### 別名
- 相生通り（広島市）
- 寺町通り（広島市）
- 可部街道（広島市）

### バイパス

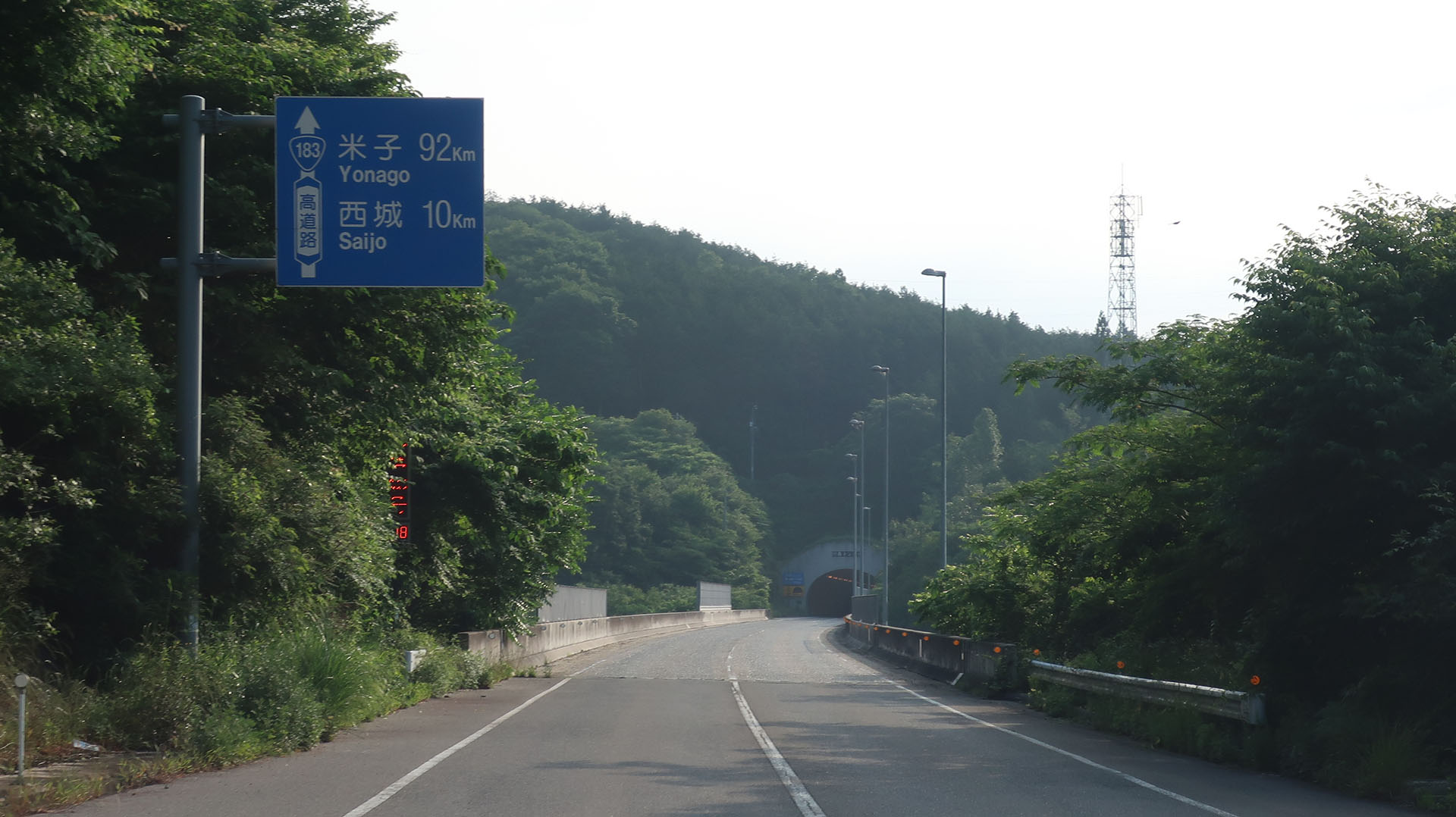
江府三次道路 高道路
（2020年6月撮影）

- 上根バイパス（広島県安芸高田市、国道54号重複区間）

上根峠を迂回するバイパス。旧道については「島根県道・広島県道5号浜田八重可部線#主な峠」を参照のこと。
- 庄原バイパス（広島県庄原市）
- 河上バイパス[9][10]

日南町内にある線形が悪く倒木・落石等の恐れのある区間を迂回し、防災・安全性の強化を図る目的のバイパス。2008年度（平成20年度）に事業が開始され、2018年（平成30年）6月15日に供用が開始された。
区間：鳥取県日野郡日南町河上 - 宮内。延長：0.92 km。
- 江府三次道路（地域高規格道路）
  - 高道路（広島県）
  - 鍵掛峠道路（広島県・鳥取県）
  - 生山道路（鳥取県）
  - 江府道路（鳥取県）

### 重複区間

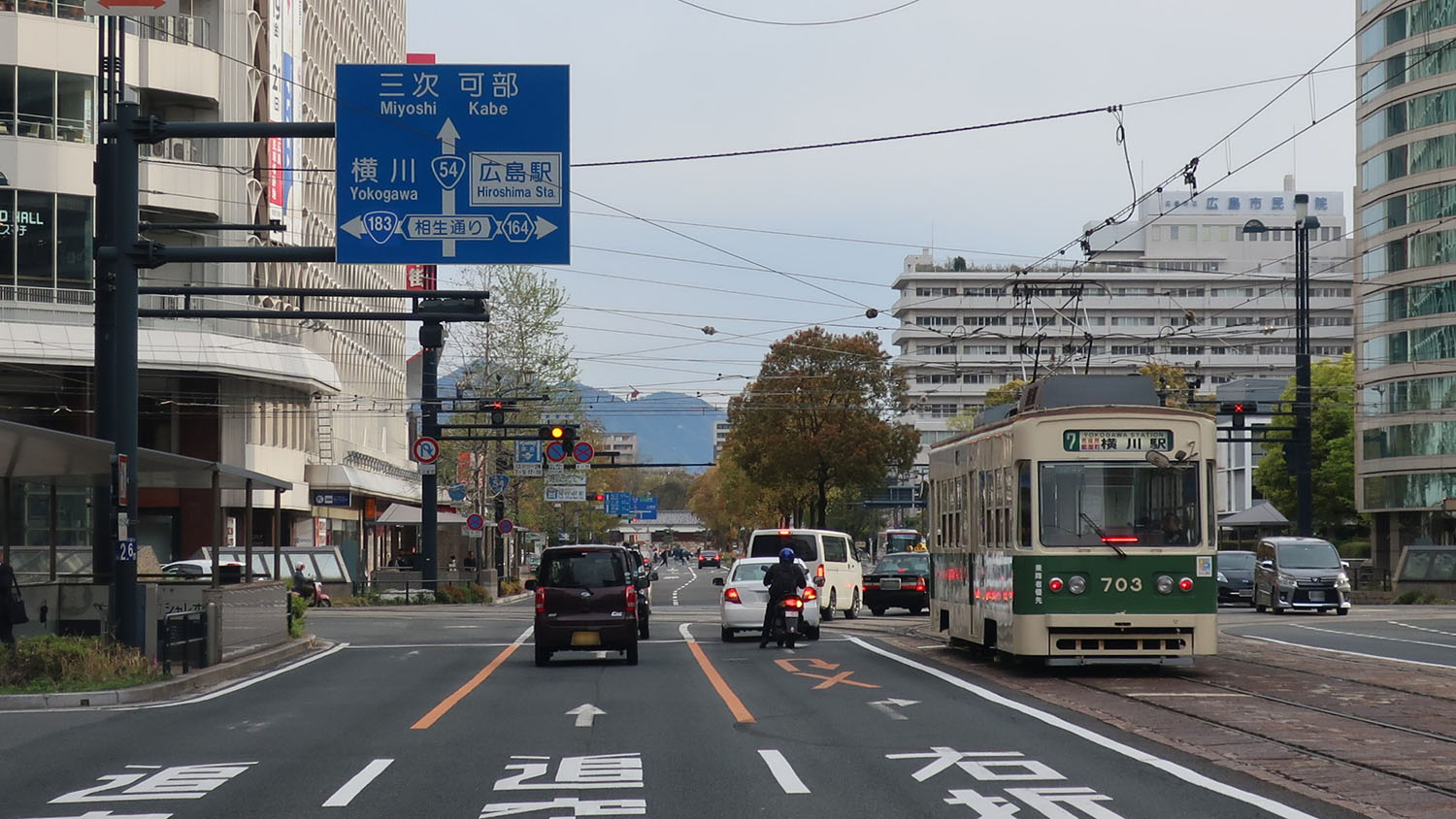
国道54号（重複区間）との分岐
広島県広島市中区紙屋町

- 国道54号、国道191号（広島県広島市中区・市役所前交差点（起点） - 広島市中区・紙屋町交差点）
- 国道261号（広島県広島市中区・市役所前交差点（起点） - 広島市安佐北区・191号分れ交差点）
- 国道54号（広島県広島市安佐南区・緑井1丁目交差点 - 広島市安佐北区・中島交差点）
- 国道191号（広島県広島市安佐南区・緑井1丁目交差点 - 広島市安佐北区・191号分れ交差点）
- 国道54号（広島県広島市安佐北区・下浜ヶ谷交差点 - 三次市・粟屋交差点）
- 国道184号（広島県三次市・粟屋交差点 - 三次市・庄原分かれ交差点）
- 国道375号（広島県三次市・三次駅前交差点 - 三次市・上原交差点）
- 国道432号（広島県庄原市・高丸交差点 - 庄原市・新庄町交差点）
- 国道314号（広島県庄原市西城町熊野 - 庄原市西城町小鳥原）
- 国道180号（鳥取県日野郡日野町福長 - 日野町・塔の峰交差点）
- 国道181号（鳥取県日野郡日野町・塔の峰交差点 - 終点）
- 国道482号（鳥取県日野郡江府町・江尾交差点 - 終点）

### 道路施設

#### 橋梁
- 相生橋（元安川）
- 横川新橋（天満川）
- 祇園大橋（太田川放水路）

#### 道の駅
- 広島県
  - 三矢の里あきたかた（安芸高田市、国道54号重複区間）
- 鳥取県
  - 奥大山（日野郡江府町、国道181号重複区間）

### 交通量
24時間交通量（台）道路交通センサス
| 観測地点                | 平成22（2010）年度 | 平成27（2015）年度 |
| ----------------------- | ------------------ | ------------------ |
| 広島市西区三篠町3丁目   | 30,447             |                    |
| 広島市安佐南区西原1丁目 | 40,882             |                    |
| 三次市十日市西          |                    | 16,215             |
| 三次市南畑敷町          | 18,564             | 17,007             |
| 三次市和知町            | 10,503             | 10,540             |
| 庄原市七塚町            | 10,955             |                    |
| 庄原市上原町            |                    | 10,364             |
| 庄原市高町              | 06,301             | 04,765             |
| 庄原市西城町熊野        | 03,009             |                    |
| 庄原市西城町小鳥原      | 02,558             | 00 995             |
| 日野郡日南町新屋        | 00 812             | 00 626             |
| 日野郡日南町萩原        | 01,741             |                    |
| 日野郡日南町河上        | 01,735             | 01,565             |
| 日野郡日野町上菅        | 02,091             | 01,788             |

（出典：「平成22年度道路交通センサス」・「平成27年度全国道路・街路交通情勢調査」（国土交通省ホームページ）より一部データを抜粋して作成）
2010年調査と2015年調査の間の2013年3月30日に松江自動車道が全線開通し、特に庄原以北の交通量の減少が見られる。

## 地理

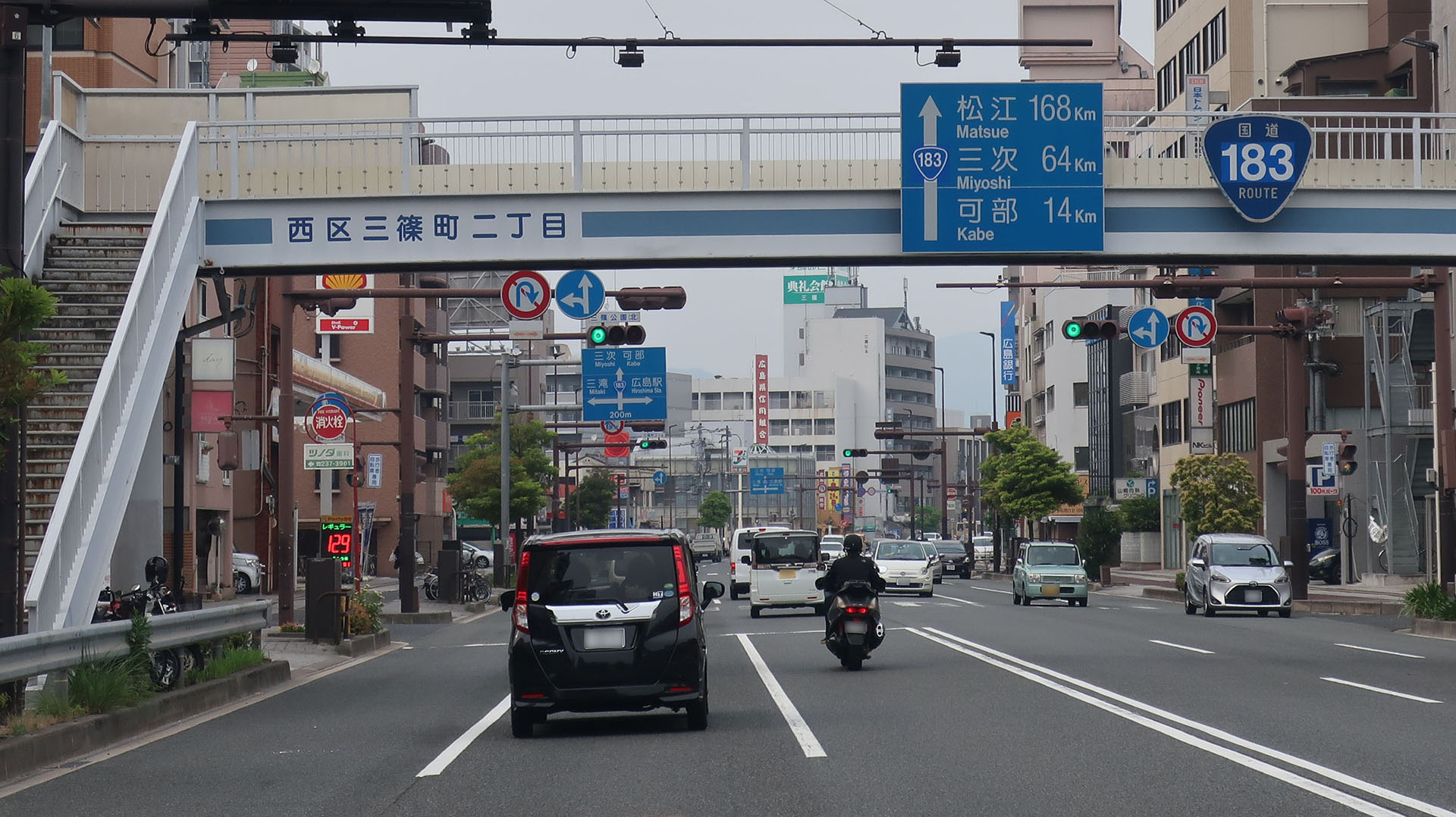
広島県広島市西区三篠町
（2020年6月撮影）

### 通過する自治体
- 広島県
  - 広島市（中区 - 西区 - 安佐南区 - 安佐北区） - 安芸高田市 - 三次市 - 庄原市
- 鳥取県
  - 日野郡日南町 - 日野郡日野町 - 日野郡江府町 - 西伯郡伯耆町 - 米子市

### 交差する道路

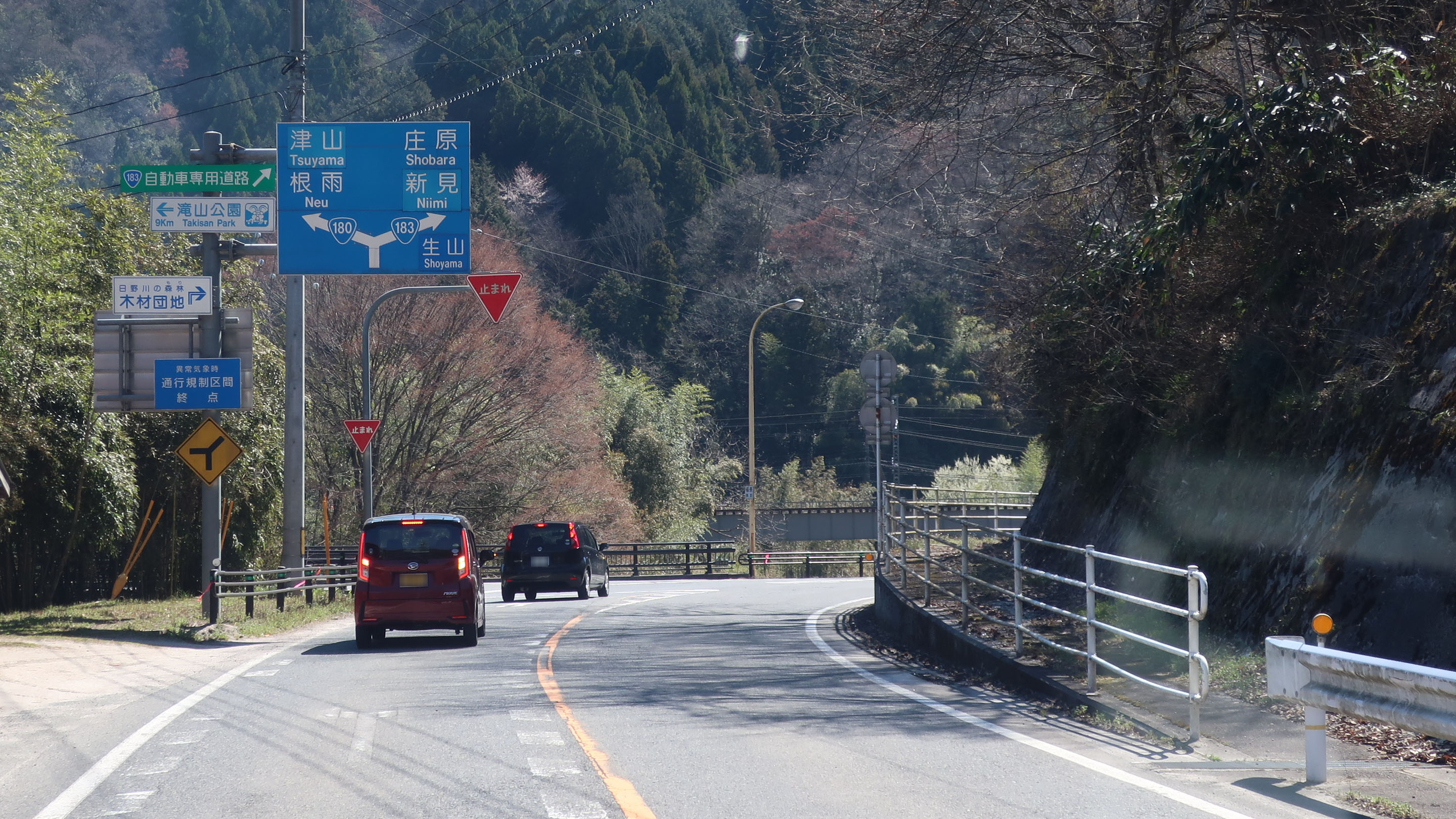
国道180号との分岐
鳥取県日野郡日野町

| 交差する道路                                                                                                  | 都道府県名 | 市町村名   | 市町村名   | 交差する場所              | 交差する場所                      |
| --- | ---------- | ---------- | ---------- | ------------------------- | --------------------------------- |
| 国道2号 国道54号 重複区間起点 国道191号 重複区間起点 国道261号 重複区間起点 広島県道243号広島港線             | 広島県     | 広島市     | 中区       | 大手町5丁目               | 広島市役所前交差点 / 起点         |
| 広島市道比治山庚午線                                                                                          | 広島県     | 広島市     | 中区       | 小町                      | 白神社前交差点                    |
| 国道54号 重複区間終点 国道54号 / 別線 重複区間起点 国道191号 重複区間終点 広島県道164号広島海田線             | 広島県     | 広島市     | 中区       | 紙屋町1丁目 基町          | 紙屋町交差点                      |
| 国道54号 / 別線 重複区間終点                                                                                  | 広島県     | 広島市     | 中区       | 大手町1丁目               | 広島中郵便局南西交差点            |
| 広島県道265号伴広島線 広島市道横川江波線 重複区間起点                                                         | 広島県     | 広島市     | 中区       | 榎町                      | 十日市交差点                      |
| 広島市道中広宇品線                                                                                            | 広島県     | 広島市     | 中区       | 寺町                      | 寺町電停交差点                    |
| 広島市道横川江波線 重複区間終点 広島市道駅前観音線 重複区間起点                                               | 広島県     | 広島市     | 西区       | 横川町2丁目               | 横川駅前交差点                    |
| 広島県道277号古市広島線                                                                                       | 広島県     | 広島市     | 西区       | 横川町3丁目               | 横川駅（東）交差点                |
| 広島県道84号東海田広島線 広島市道駅前観音線 重複区間終点                                                      | 広島県     | 広島市     | 西区       | 横川町3丁目               | 横川3丁目交差点                   |
| 広島市道三篠三滝線                                                                                            | 広島県     | 広島市     | 西区       | 三篠町（みささまち）1丁目 | 三篠町1丁目北交差点               |
| 広島市道御幸橋三篠線                                                                                          | 広島県     | 広島市     | 西区       | 三篠町3丁目               | 三篠町（みささちょう）3丁目交差点 |
| 広島市道西原山本線                                                                                            | 広島県     | 広島市     | 安佐南区   | 西原1丁目                 | 西原1丁目交差点                   |
| 広島県道152号府中祇園線                                                                                       | 広島県     | 広島市     | 安佐南区   | 西原6丁目                 | 今津（南）交差点                  |
| 広島県道152号府中祇園線 / 旧道                                                                                | 広島県     | 広島市     | 安佐南区   | 西原6丁目                 | 今津交差点                        |
| 広島県道38号広島豊平線 / 旧道 広島県道459号矢口安古市線                                                       | 広島県     | 広島市     | 安佐南区   | 古市1丁目                 | 古市交差点                        |
| 広島県道38号広島豊平線                                                                                        | 広島県     | 広島市     | 安佐南区   | 中須1丁目                 | 中須一丁目交差点                  |
| 国道54号 / 別線 重複区間起点 広島県道459号矢口安古市線                                                        | 広島県     | 広島市     | 安佐南区   | 中須2丁目                 | 中須2丁目交差点                   |
| 広島市道安佐南1区365号線                                                                                      | 広島県     | 広島市     | 安佐南区   | 緑井1丁目                 | [ 注釈 5 ]                        |
| 国道54号 重複区間起点 国道54号 / 別線 重複区間終点 国道191号 重複区間起点 広島県道270号八木緑井線             | 広島県     | 広島市     | 安佐南区   | 緑井1丁目                 | 緑井1丁目交差点                   |
| 広島県道269号今井田緑井線                                                                                     | 広島県     | 広島市     | 安佐南区   | 緑井1丁目                 | 広島インター（北）交差点          |
| 広島市道温井松原線                                                                                            | 広島県     | 広島市     | 安佐南区   | 緑井5丁目                 | せせらぎ公園西口交差点            |
| 広島市道緑井八木線                                                                                            | 広島県     | 広島市     | 安佐南区   | 緑井6丁目                 | 緑井6丁目交差点                   |
| 広島市道川の内線                                                                                              | 広島県     | 広島市     | 安佐南区   | 緑井6丁目                 | 城南中学校入口交差点              |
| 広島県道271号八木広島線                                                                                       | 広島県     | 広島市     | 安佐南区   | 八木5丁目                 | 高瀬堰入口交差点                  |
| 広島市道長束八木線                                                                                            | 広島県     | 広島市     | 安佐南区   | 八木6丁目                 | 八木6丁目交差点                   |
| 広島県道177号下佐東線 広島県道270号八木緑井線                                                                 | 広島県     | 広島市     | 安佐南区   | 八木8丁目                 | 太田川橋西詰交差点                |
| 国道54号 重複区間終点                                                                                         | 広島県     | 広島市     | 安佐北区   | 可部南1丁目               | 中島交差点                        |
| 広島県道70号広島中島線                                                                                        | 広島県     | 広島市     | 安佐北区   | 可部南3丁目               | 深川入口交差点                    |
| 広島県道240号可部停車場線                                                                                     | 広島県     | 広島市     | 安佐北区   | 可部南5丁目               | 中原踏切前交差点                  |
| 広島県道267号宇津可部線                                                                                       | 広島県     | 広島市     | 安佐北区   | 可部4丁目                 | 可部中央交差点                    |
| 広島市道可部大毛寺線                                                                                          | 広島県     | 広島市     | 安佐北区   | 可部4丁目                 | 可部郵便局（北）交差点            |
| 国道191号 重複区間終点 国道261号 重複区間終点 島根県道・広島県道5号浜田八重可部線 重複区間起点                | 広島県     | 広島市     | 安佐北区   | 可部3丁目                 | 191号分れ交差点                   |
| 広島県道253号南原峡線                                                                                         | 広島県     | 広島市     | 安佐北区   | 三入1丁目                 | 新南原入口交差点                  |
| 国道54号 重複区間起点                                                                                         | 広島県     | 広島市     | 安佐北区   | 大林町                    | 下浜ヶ谷交差点                    |
| 島根県道・広島県道5号浜田八重可部線 重複区間終点                                                              | 広島県     | 広島市     | 安佐北区   | 大林町                    |                                   |
| 広島県道69号千代田八千代線 ゆずりは農道                                                                       | 広島県     | 安芸高田市 | 安芸高田市 | 八千代町上根              | 上根交差点                        |
| 島根県道・広島県道5号浜田八重可部線 重複区間起点                                                              | 広島県     | 安芸高田市 | 安芸高田市 | 八千代町下根              | 上根バイパス北口交差点            |
| 島根県道・広島県道5号浜田八重可部線 重複区間終点                                                              | 広島県     | 安芸高田市 | 安芸高田市 | 八千代町勝田（）          | 勝田三差路交差点                  |
| 広島県道318号上入江吉田線                                                                                     | 広島県     | 安芸高田市 | 安芸高田市 | 吉田町上入江              | 新可愛橋南詰交差点                |
| 広島県道29号吉田豊栄線                                                                                        | 広島県     | 安芸高田市 | 安芸高田市 | 吉田町常友                | 青迫交差点                        |
| 広島県道・島根県道6号吉田邑南線                                                                               | 広島県     | 安芸高田市 | 安芸高田市 | 吉田町吉田                | 安芸高田消防署前交差点            |
| 広島県道318号上入江吉田線                                                                                     | 広島県     | 安芸高田市 | 安芸高田市 | 吉田町吉田                | バスセンター北入口交差点          |
| 広島県道212号吉田口停車場線                                                                                   | 広島県     | 安芸高田市 | 安芸高田市 | 甲田町下小原              | 吉田大橋北詰交差点                |
| 広島県道・島根県道4号甲田作木線 広島県道52号世羅甲田線                                                        | 広島県     | 安芸高田市 | 安芸高田市 | 甲田町上甲立              | 高宮分れ交差点                    |
| 広島県道63号三次三和線                                                                                        | 広島県     | 三次市     | 三次市     | 秋町                      | 三和分かれ交差点                  |
| 広島県道429号若屋秋町線                                                                                       | 広島県     | 三次市     | 三次市     | 秋町                      |                                   |
| 広島県道37号広島三次線                                                                                        | 広島県     | 三次市     | 三次市     | 秋町                      | 錦橋東詰交差点                    |
| 広島県道432号青河江田川之内線                                                                                 | 広島県     | 三次市     | 三次市     | 青河町                    | 青河交差点                        |
| 広島県道470号三次インター線                                                                                   | 広島県     | 三次市     | 三次市     | 西酒屋町                  | 船所（）交差点                    |
| 広島県道64号三次美土里線                                                                                      | 広島県     | 三次市     | 三次市     | 粟屋町                    |                                   |
| 国道54号 重複区間終点 国道184号 重複区間起点                                                                  | 広島県     | 三次市     | 三次市     | 粟屋町                    | 粟屋交差点                        |
| 国道375号 重複区間起点 広島県道39号三次高野線 広島県道228号三次停車場線                                       | 広島県     | 三次市     | 三次市     | 十日市南1丁目             | 三次駅前交差点                    |
| 国道375号 重複区間終点 広島県道433号穴笠三次線                                                                | 広島県     | 三次市     | 三次市     | 十日市東5丁目             | 上原（）交差点                    |
| 国道184号 重複区間終点                                                                                        | 広島県     | 三次市     | 三次市     | 東畑敷町                  | 庄原分かれ交差点                  |
| 広島県道434号和知三次線                                                                                       | 広島県     | 三次市     | 三次市     | 和知町                    | 四拾貫交差点                      |
| 広島県道431号和知塩町線                                                                                       | 広島県     | 三次市     | 三次市     | 和知町                    | 和知交差点                        |
| 広島県道455号金田平和線                                                                                       | 広島県     | 庄原市     | 庄原市     | 平和町                    | 水越口交差点                      |
| 広島県道442号実留山内線                                                                                       | 広島県     | 庄原市     | 庄原市     | 山内町（）                | 山ノ内駅入口交差点                |
| 広島県道458号川北七塚線                                                                                       | 広島県     | 庄原市     | 庄原市     | 七塚町                    | 七塚西交差点                      |
| 広島県道441号七塚三良坂線                                                                                     | 広島県     | 庄原市     | 庄原市     | 七塚町                    | 七塚交差点                        |
| 国道432号 重複区間起点                                                                                        | 広島県     | 庄原市     | 庄原市     | 上原町（）                | 備北丘陵公園北入口交差点          |
| 広島県道61号三次庄原線                                                                                        | 広島県     | 庄原市     | 庄原市     | 板橋町                    | 板橋町交差点                      |
| 国道432号 重複区間終点 広島県道231号庄原停車場線                                                              | 広島県     | 庄原市     | 庄原市     | 新庄町                    | 新庄町交差点                      |
| 広島県道422号中領家庄原線                                                                                     | 広島県     | 庄原市     | 庄原市     | 宮内町                    | 永宗交差点                        |
| 広島県道232号高停車場線                                                                                       | 広島県     | 庄原市     | 庄原市     | 宮内町                    |                                   |
| 広島県道26号新市七曲西城線                                                                                    | 広島県     | 庄原市     | 庄原市     | 西城町平子                |                                   |
| 広島県道233号備後西城停車場線                                                                                 | 広島県     | 庄原市     | 庄原市     | 西城町大佐                |                                   |
| 広島県道58号西城比和線                                                                                        | 広島県     | 庄原市     | 庄原市     | 西城町中野                | 西城新橋西詰交差点                |
| 広島県道57号東城西城線                                                                                        | 広島県     | 庄原市     | 庄原市     | 西城町中野                |                                   |
| 広島県道254号比婆山公園線                                                                                     | 広島県     | 庄原市     | 庄原市     | 西城町熊野                |                                   |
| 国道314号 重複区間起点                                                                                        | 広島県     | 庄原市     | 庄原市     | 西城町熊野                |                                   |
| 広島県道234号備後落合停車場線                                                                                 | 広島県     | 庄原市     | 庄原市     | 西城町小鳥原（）          |                                   |
| 国道314号 重複区間終点                                                                                        | 広島県     | 庄原市     | 庄原市     | 西城町八鳥（）            |                                   |
| 広島県道444号油木小奴可線                                                                                     | 広島県     | 庄原市     | 庄原市     | 西城町小鳥原              |                                   |
| 広島県道446号植木三坂線                                                                                       | 広島県     | 庄原市     | 庄原市     | 西城町三坂                |                                   |
| 広島県道250号道後山公園線                                                                                     | 広島県     | 庄原市     | 庄原市     | 西城町三坂                |                                   |
| 岡山県道・鳥取県道11号新見多里線                                                                              | 鳥取県     | 日野郡     | 日南町     | 湯河                      |                                   |
| 島根県道・鳥取県道15号横田多里線                                                                              | 鳥取県     | 日野郡     | 日南町     | 萩原                      |                                   |
| 鳥取県道・島根県道106号多里伯太線                                                                             | 鳥取県     | 日野郡     | 日南町     | 萩原                      |                                   |
| 島根県道・鳥取県道9号安来伯太日南線                                                                           | 鳥取県     | 日野郡     | 日南町     | 矢戸                      | 矢戸交差点                        |
| 江府三次道路 / 生山道路 重複区間起点 岡山県道・鳥取県道8号新見日南線                                          | 鳥取県     | 日野郡     | 日南町     | 丸山                      | 丸山下交差点                      |
| 岡山県道・鳥取県道8号新見日南線                                                                               | 鳥取県     | 日野郡     | 日南町     | 霞                        | かすみIC                          |
| 江府三次道路 / 生山道路 重複区間終点                                                                          | 鳥取県     | 日野郡     | 日野町     | 福長                      | 諏訪交差点                        |
| 国道180号 重複区間起点                                                                                        | 鳥取県     | 日野郡     | 日野町     | 福長                      |                                   |
| 鳥取県道46号日野溝口線 鳥取県道210号上石見黒坂停車場線                                                        | 鳥取県     | 日野郡     | 日野町     | 中菅                      | 黒坂橋交差点                      |
| 鳥取県道286号菅沢日野線                                                                                       | 鳥取県     | 日野郡     | 日野町     | 下菅                      |                                   |
| 国道180号 重複区間終点 国道181号 重複区間起点                                                                 | 鳥取県     | 日野郡     | 日野町     | 根雨（）                  | 塔の峰交差点                      |
| 鳥取県道35号西伯根雨線                                                                                        | 鳥取県     | 日野郡     | 日野町     | 根雨                      | 舟場橋交差点                      |
| 岡山県道・鳥取県道113号上徳山俣野江府線                                                                       | 鳥取県     | 日野郡     | 江府町     | 武庫                      | 武庫交差点                        |
| 岡山県道・鳥取県道113号上徳山俣野江府線                                                                       | 鳥取県     | 日野郡     | 江府町     | 武庫                      |                                   |
| 国道482号 重複区間起点                                                                                        | 鳥取県     | 日野郡     | 江府町     | 江尾（）                  | 江尾交差点                        |
| 鳥取県道52号岸本江府線                                                                                        | 鳥取県     | 日野郡     | 江府町     | 小江尾（）                |                                   |
| E73 米子自動車道                                                                                              | 鳥取県     | 日野郡     | 江府町     | 佐川                      | 江府インター入口交差点 4 江府IC   |
| 鳥取県道209号大滝白水線                                                                                       | 鳥取県     | 西伯郡     | 伯耆町     | 白水（）                  | 白水交差点                        |
| 鳥取県道・島根県道1号溝口伯太線 重複区間起点                                                                  | 鳥取県     | 西伯郡     | 伯耆町     | 溝口                      | 鬼守橋（）交差点                  |
| 鳥取県道45号倉吉江府溝口線 重複区間起点                                                                       | 鳥取県     | 西伯郡     | 伯耆町     | 溝口                      | 溝口交差点                        |
| 鳥取県道・島根県道1号溝口伯太線 重複区間終点 鳥取県道45号倉吉江府溝口線 重複区間終点                          | 鳥取県     | 西伯郡     | 伯耆町     | 溝口                      | 溝口インター入口交差点            |
| 鳥取県道53号淀江岸本線                                                                                        | 鳥取県     | 西伯郡     | 伯耆町     | 吉定                      | 伯耆大橋南交差点                  |
| 鳥取県道160号福頼市山伯耆大山停車場線 鳥取県道316号米子岸本線 重複区間起点                                    | 鳥取県     | 西伯郡     | 伯耆町     | 坂長（）                  | 坂長交差点                        |
| 鳥取県道316号米子岸本線 重複区間終点                                                                          | 鳥取県     | 米子市     | 米子市     | 諏訪                      | 諏訪西交差点                      |
| 鳥取県道244号境車尾線                                                                                         | 鳥取県     | 米子市     | 米子市     | 福市                      | 安養寺橋交差点                    |
| E9 山陰自動車道 米子市道4241号宗像長砂町線                                                                    | 鳥取県     | 米子市     | 米子市     | 宗像                      | 米子南IC交差点 18 米子南IC        |
| 鳥取県道300号米子環状線                                                                                       | 鳥取県     | 米子市     | 米子市     | 道笑町4丁目               | 明道地下道交差点                  |
| 鳥取県道・島根県道102号米子広瀬線                                                                             | 鳥取県     | 米子市     | 米子市     | 糀町（）2丁目             | 総合事務所前交差点                |
| 国道9号 国道181号 重複区間終点 国道482号 重複区間終点 鳥取県道・島根県道101号米子伯太線 鳥取県道157号米子港線 | 鳥取県     | 米子市     | 米子市     | 冨士見町2丁目             | 公会堂前交差点 / 終点             |

### 峠
- 鍵掛峠